# Уктеево
Уктеево (баш. Үктәй) — село в Иглинском районе Башкортостана, входит в состав Уктеевского сельсовета.

## Географическое положение
Расстояние до:
- районного центра (Иглино): 18 км,
- центра сельсовета (Минзитарово): 5 км,
- ближайшей ж/д станции (Иглино): 18 км.

## Население
| 2002 | 2009 | 2010 |
| ---- | ---- | ---- |
| 346  | →346 | ↗397 |

### Национальный состав
Согласно переписи 2002 года, преобладающая национальность — башкиры (87 %).